# 위유
위유(魏攸, ? ~ 193년)는 중국 후한 말의 정치가로, 유주(幽州) 우북평(右北平) 사람이다.

## 생애
유주목(幽州牧) 유우(劉虞)의 밑에서 동조연(東曹掾)을 지냈다.
초평 3년(192), 유우가 공손찬(公孫瓚)을 치고자 하였다. 이때 위유는 다음과 같이 말하며
| “ | 지금 온 천하가 목을 빼어 공을 존경하며 귀의하기를 원하니, 훌륭한 부하가 생기지 않을 수가 없습니다. 공손찬이 문무(文武)에 뛰어나니, 그가 작은 잘못을 저지르더라도 참아야 합니다. | ” |

이를 말렸고, 유우는 곧 그만두었다.
그러나 위유는 이듬해에 병들어 죽었고, 유우는 결국 공손찬을 공격하였다.